# 44e régiment de transmissions

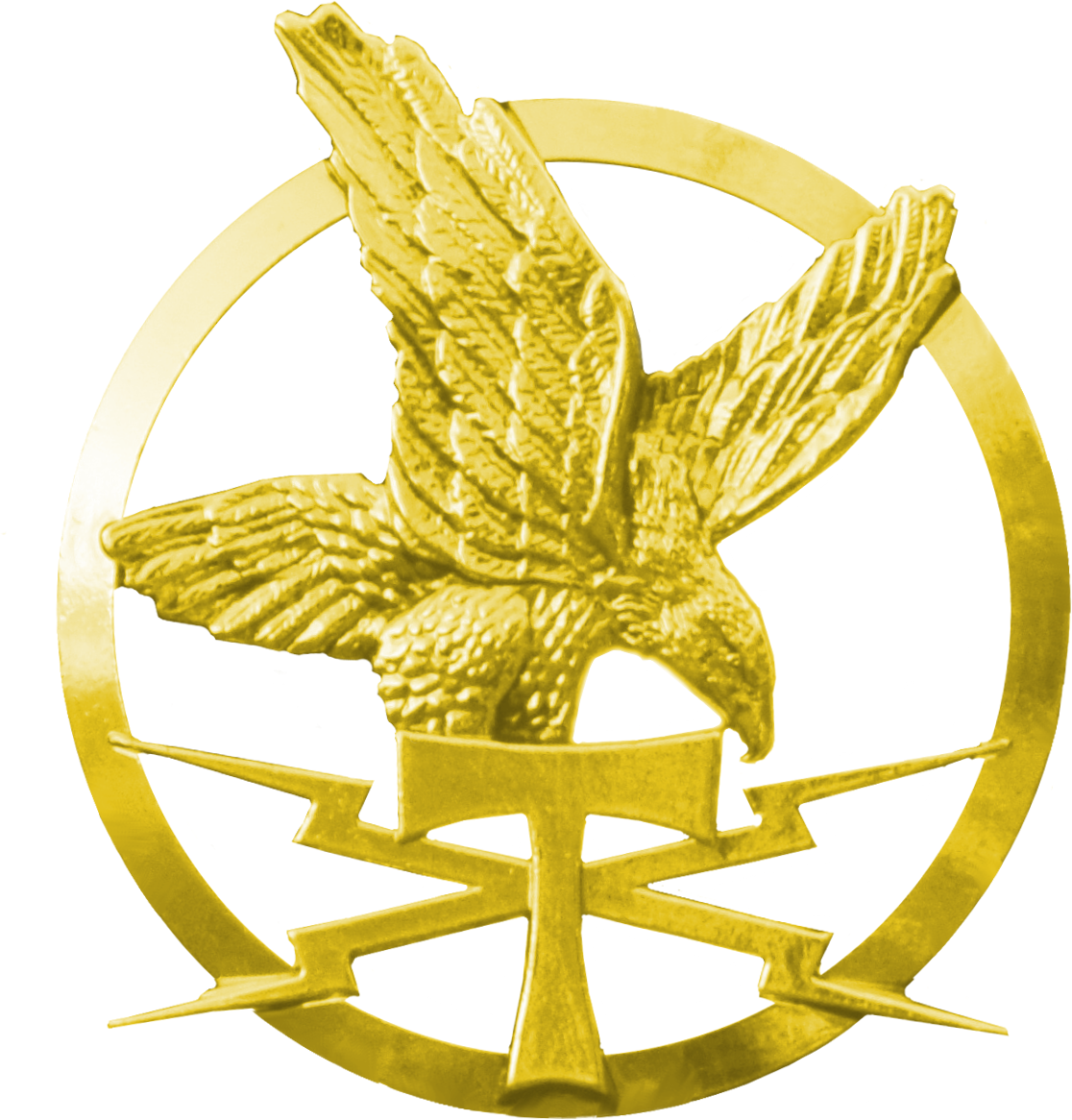
Insigne de béret des unités de Guerre Électronique depuis 2020

Le 44e régiment de transmissions est le régiment de renseignement et de guerre électronique des niveaux stratégiques et opératifs de l'Armée de terre française. Il participe dès le temps de paix à l'acquisition de renseignement d'origine électromagnétique au profit du haut commandement.
Il est installé à Mutzig en Alsace depuis 1994.

## Création et dénominations
- 1949 : compagnie autonome d'écoute et de radiogoniométrie ;
- 1967 : 708e bataillon de guerre électronique ;
- 1971 : 44e régiment de transmissions.

## Historique
À ne pas confondre avec le 44e bataillon du génie de Mayence, qui fut engagé en 1925 et 1926 au Maroc.
En 1949, est créée une compagnie autonome d'écoute et de radiogoniométrie en Extrême-Orient.
En 1954, cette compagnie est scindée en deux unités. Celles-ci fusionneront de nouveau en 1967 pour donner naissance au 708e bataillon de guerre électronique (708e BGE).
Le 1er octobre 1971, le 708e BGE devient le 44e régiment de transmissions. En 1986, il est de nouveau divisé en deux régiments : le 44e régiment de transmissions à Landau en Allemagne (la caserne se situait dans la "Cornichonstrasse") et le 54e régiment de transmissions à Haguenau.
En octobre 1993, le régiment est rattaché à la brigade de renseignement et de guerre électronique (BRGE) qui vient d'être créée et qui sera renommée brigade de renseignement en 1998. Le 1er septembre 1994, il change de garnison et quitte l'Allemagne pour la ville de Mutzig.
En 2016, il est rattaché au commandement du renseignement de Strasbourg qui succède à la brigade de renseignement.

## Devise
"Nihil nisi silentium timet"
"Rien ne craint que le silence…"

### Faits d'armes et inscriptions sur le drapeau
Il porte, cousues en lettres d'or dans ses plis, l'inscription suivante :

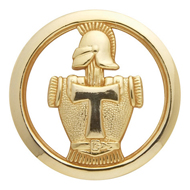
Insigne de béret des transmissions

Indochine 1952-1954

### Décorations
La compagnie autonome d'écoute et de radiogoniométrie (CAER) est citée à l'ordre de la division le 3 juin 1954.
Le 44e RT est durant toute son existence très régulièrement mis à l'honneur, dans une discrétion propre aux unités confidentielles du renseignement. ll est notamment cité pour ses actions essentielles en Afghanistan.
Le 2 juillet 2025, lors de la cérémonie de passation de commandement des chefs de corps, le drapeau du 44e RT est décoré pour la toute première fois en son nom propre de la médaille de la défense nationale d'or, avec étoile de bronze. Le régiment est en effet cité à l'ordre du régiment pour ses actions décisives en bande sahélo-saharienne (BSS).

### Chants
- Chaque compagnie possède son propre chant :  
  - La 1re compagnie chante : "Les combats de demain"
  - La 2e compagnie chante : "La mort"
  - La 3e compagnie chante : "Sari Marès"
  - La 4e compagnie chante : "La petite piste"
  - La 5e compagnie chante : "Les adieux de la tempête"
  - La 6e compagnie chante : "Adieu du bataillon de choc"
  - La compagnie de commandement et de logistique (CCL) chante : "La Strasbourgeoise".

## Liste des chefs de corps
- 1971-1972 : lieutenant-colonel Pierre Quentin
- 1972-1974 : lieutenant-colonel Arnaud Aimé
- 1974-1976 : colonel Molinier
- 1976-1978 : colonel Paul Bucquet
- 1978-1980 : colonel Lemercier
- 1980-1982 : colonel Frederich
- 1982-1984 : colonel André Enjalbal
- 1984-1986 : colonel Claude Saye
- 1986-1988 : colonel Daniel Jolivot
- 1988-1990 : colonel Guy Imbert
- 1990-1992 : colonel Gérard Nicot
- 1992-1994 : colonel Max Mayneris
- 1994-1996 : colonel Denis Serpollet
- 1996-1998 : colonel Dominique Bagaria
- 1998-2000 : colonel John Jayet
- 2000-2002 : colonel Dominique Pinel
- 2002-2004 : colonel Jean-Marc Degoulange
- 2004-2006 : colonel Ronald Tilly
- 2006-2008 : colonel Bruno Courtois
- 2008-2010 : colonel Max Le Maire
- 2010-2012 : colonel Jean-Charles Renaudin
- 2012-2014 : colonel Christian Mercadier
- 2014-2016 : colonel Eric Montant
- 2016-2019 : colonel Loïc Bussière
- 2019-2021 : colonel Claire Clément
- 2021-2023 : colonel Bruno Emptaz
- 2023-2025 : colonel Benoît Gaume
- 2025-202* : colonel Manuel Baumhauer

## Le régiment aujourd'hui
Le 44e RT fait partie depuis l'été 2024 de la brigade de renseignement et cyber-électronique (BRCE) basée à Strasbourg, elle-même subordonnée au commandement des actions dans la profondeur et du renseignement (CAPR).
Le régiment occupe les quartiers Moussy et Clerc à Mutzig. Il gère plusieurs emprises militaires pour plus de 260Ha. 
Son soutien est assuré par le groupement de soutien de la base de défense de Strasbourg - Haguenau - Colmar. 

### Missions

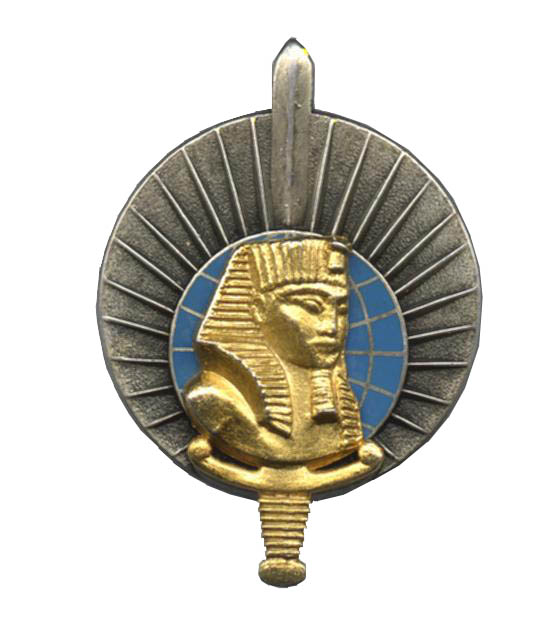
Insigne de qualifications des interprètes militaires

Le régiment est chargé des recherches, analyses, localisation, écoutes et interceptions radioélectriques. Il effectue ses missions à la fois sur le terrain et via son centre de guerre électronique (CGE), situé à quelques kilomètres de son quartier. Le CGE est un centre spécialisé enterré et ultra-protégé permettant d'effectuer le recueil et le traitement des renseignements stratégiques d'origine électromagnétique d'intérêt militaire
(Renseignement d'origine électromagnétique).

### Organisation
Fort d'environ 800 militaires dont environ 20% de femmes, le régiment comprend une composante fixe (centre d'écoute de Mutzig) ainsi que plusieurs composantes déplaçables complémentaires. Celles-ci sont servies par huit compagnies :
- sept compagnies de guerre électronique ;
  - dont une compagnie spécialisée dans la sécurité physique de l'emprise du centre de guerre électronique ;
  - une compagnie de commandement et de logistique ;
- une compagnie de réserve, créée en 2024.

Les spécialistes de la guerre électronique au sein du régiment sont répartis en quatre spécialités :
- ILBS : Interception, Localisation, Brouillage Système - Formés à l'École des transmissions (ETRS) de Cesson-Sévigné ;
- DASEM : Détection et Analyse des Signaux ÉlectroMagnétiques - Formés à l'ETRS ;
- analystes : interprétation et transformation des données en informations intelligibles - Formés en un an au centre de formation interarmées au renseignement (CFIAR) à Creil ;
- linguistes : traduction des renseignements recueillis - Formés en deux ans au CFIAR à Strasbourg.

### Équipements
Il dispose d'un centre fixe de guerre électronique équipé de moyens modernes et performants destinés au recueil du renseignement d'origine électromagnétique. Le régiment est également doté de modules projetables et déplaçables. Il participe aux opérations extérieures au sein des forces terrestres engagées et fournit, au niveau du théâtre, l'appui renseignement et cyber-électronique indispensable au bon déroulement de toutes les opérations.

### Divers
Une autre formation, dénommé 44e bataillon de transmissions était actif pendant la Seconde Guerre mondiale et installé à Oran.
Il a rejoint les forces alliées en Algérie, puis a participé aux campagnes d'Italie, de France et d'Allemagne.
Le saint patron des transmetteurs est l'archange Gabriel.

## Source et bibliographie
- Terre information magazine, numéro 183, avril 2007
- Militaire servant au 44e régiment de transmissions
- site web www.rt44.terre.defense.gouv.fr
- https://www.defense.gouv.fr/terre/nos-unites/nos-regiments/44e-regiment-transmissions